# Buri (ort)
Buri är en ort i Brasilien.   Den ligger i kommunen Buri och delstaten São Paulo, i den södra delen av landet, 900 km söder om huvudstaden Brasília. Buri ligger 603 meter över havet och antalet invånare är 15 958.
Terrängen runt Buri är huvudsakligen platt. Buri ligger nere i en dal. Buri är det största samhället i trakten.
Omgivningarna runt Buri är en mosaik av jordbruksmark och naturlig växtlighet. Runt Buri är det ganska glesbefolkat, med 21 invånare per kvadratkilometer.